# Lekkoatletyka na Letnich Igrzyskach Paraolimpijskich 2004 – pchnięcie kulą kl. F42 mężczyzn
W pchnięciu kulą kl. F42 (zawodnicy z amputowanymi kończynami) mężczyzn podczas Letnich Igrzysk Paraolimpijskich 2004 rywalizowało ze sobą 11 zawodników.

## Wyniki

### Finał
| Poz. | Zawodnik               | Narodowość        | Rezultat | Uwagi |
| ---- | ---------------------- | ----------------- | -------- | ----- |
| 1    | Fanie Lombaard         | Południowa Afryka | 13.81    | WR    |
| 2    | Wiktor Klimonczyk      | Białoruś          | 13.19    |       |
| 3    | Mehrdad Karam          | Iran              | 12.90    |       |
| 4    | Athanasios Deligiorgis | Grecja            | 12.42    |       |
| 5    | Farhad Raiga           | Iran              | 12.37    |       |
| 6    | Gino de Keersmaeker    | Belgia            | 11.93    |       |
| 7    | Pasilione Tafilagi     | Włochy            | 11.44    |       |
| 8    | Deczko Owczarow        | Bułgaria          | 10.71    |       |
| 9    | Singh Surjeet          | Indie             | 10.70    |       |
| 10   | Bahruz Bashirov        | Azerbejdżan       | 10.06    |       |
| 11   | Chen Chia-hsiang       | Chińskie Tajpej   | 7.59     |       |